# ファイナルブロー
『ファイナルブロー』 (FINAL BLOW) は、1989年にタイトーからリリースされたアーケード用ボクシングゲームである。
同社のアーケードゲーム基板「F2システム」の第1弾である。開発期間はわずか3か月だったという。

## ゲーム内容
8方向レバー、3ボタン（弱攻撃、中攻撃、ダッキング）で操作。全4ステージ。
初めにプレイヤーは5人の中からキャラクターを選ぶが、パワーやスピードなどの差は特にないため、プレイヤー自身の腕がすべてとなる（CPU戦では先に進むほど相手が強くなっていく）。
10カウント以内に立ち上がれなかったり、3KOされるとゲームオーバー。また、3分経って判定が行われる際、相手より数値が低い場合も同様。

## キャラクター
- ダイナマイト・ジョー
- キング・ジェイソン
- キム・ナン
- フェルナンド・ゴメス
- デトロイト・キッド

※セガジェネシス（海外版メガドライブ）への移植版「'Buster' Douglas Knockout Boxing」は、実在のボクサーであるジェームス"バスター"ダグラスをフィーチャーしており、デトロイト・キッドの代わりに選択キャラとなっている。

## 移植版
| No. | タイトル                                          | 発売日                               | 対応機種                      | 開発元                  | 発売元        | メディア                                | 型式         | 備考                                    |
| --- | ------------------------------------------------- | ------------------------------------ | ----------------------------- | ----------------------- | ------------- | --------------------------------------- | ------------ | --------------------------------------- |
| 1   | ファイナルブロー                                  | 1990年3月1日                         | FM TOWNS                      | ビング                  | ビング        | CD-ROM                                  | -            | 3Dスコープ対応                          |
| 2   | ファイナルブロー 'Buster' Douglas Knockout Boxing | 1990年3月23日 1990年6月1日 1991年6月 | メガドライブ                  | タイトー ホワイトボード | タイトー セガ | 4メガビットロムカセット                 | T-11033 1204 | -                                       |
| 3   | Final Blow                                        | 1991年                               | Amiga Atari ST コモドール64   | Sales Curve             | Storm         | フロッピーディスク カセットテープ       | -            | -                                       |
| 4   | タイトーメモリーズII 下巻                         | 2007年3月29日                        | PlayStation 2                 | タイトー                | タイトー      | DVD-ROM                                 | SLPM-66713   | アーケード版の移植                      |
| 5   | タイトーメモリーズII 下巻 エターナルヒッツ        | 2007年6月26日                        | PlayStation 2                 | タイトー                | タイトー      | DVD-ROM                                 | SLPM-55018   | 廉価版                                  |
| 6   | ファイナルブロー                                  | 2024年11月21日                       | PlayStation 4 Nintendo Switch | ハムスター （移植担当） | ハムスター    | ダウンロード （アーケードアーカイブス） | -            | アーケード版の移植 日本版、海外版を収録 |

## スタッフ
アーケード版
- ソフトウェア：I.F（藤末一郎）、M.K（木下昌也）、YOU（大野木雄一）、ISW（いしわたたかゆき）
- キャラクター：ABE（石川幸生）、KAZ（沼田和博）
- ハードウェア：KAT（藤本克二郎）、M.Y（よしむらみのる）
- キャビネット：H.Y（やまぐちひさゆき）、Y.A（あきやまよしひろ）
- アート・デザイン：A.N（野村明生）
- サウンド：ZUNTATA SOUND TEAM
- ゲーム・デザイン：ABE（石川幸生）、KAZ（沼田和博）

FM TOWNS版
- プログラム：鈴木健司、ADULT SHIKOU、KISS、KAKIBO
- グラフィック：いまいやすお
- 効果音：TAP
- 音楽プロデュース：KIM Co. Ltd.,、 いとうけいいち
- 音楽・編曲：石黒彰
- マニュアル：CUMULUS、TAMAE、いまいやすお
- マネージメント：CUMULUS
- スーパーバイザー：菅原良藏

## 評価
メガドライブ版
ゲーム誌『ファミコン通信』の「クロスレビュー」では合計25点（満40点）、『メガドライブFAN』の読者投票による「ゲーム通信簿」での評価は以下の通りとなっており、14.60点（満30点）となっている。同雑誌1993年7月号特別付録の「メガドライブ&ゲームギア オールカタログ'93」では、「パンチの種類も豊富でダッキングもできるが、上下に移動できないのは残念」と紹介されている。
| 項目 | キャラクタ | 音楽 | 操作性 | 熱中度 | お買得度 | オリジナリティ | 総合  |
| 得点 | 2.78       | 2.24 | 2.20   | 2.53   | 2.22     | 2.63           | 14.60 |